# Estação Naval de Norfolk

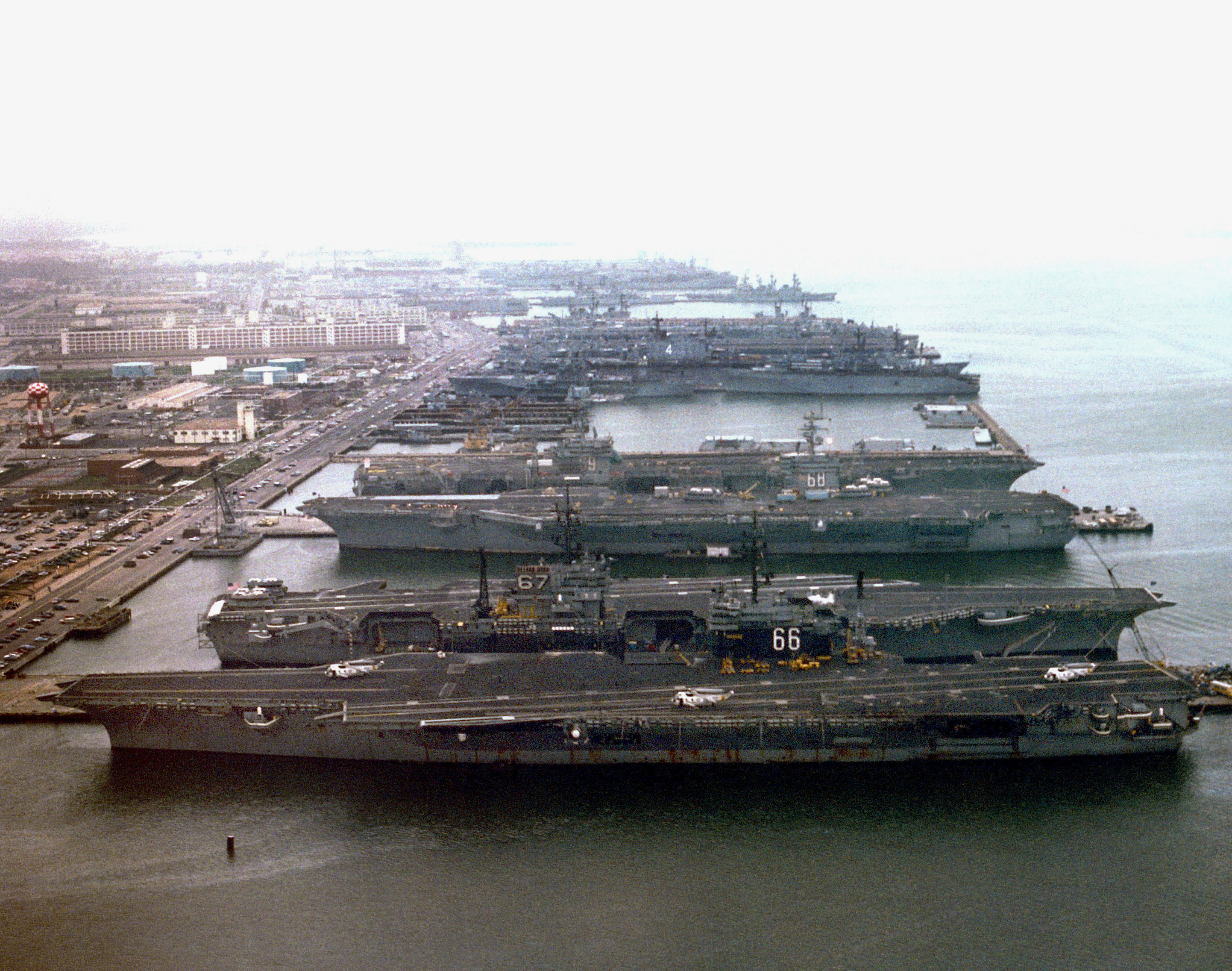
Naval Station Norfolk,1985.

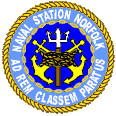
Naval Station Norfolk.

Estação Naval de Norfolk é uma base naval, da Marinha dos Estados Unidos. 
Localizada no porto de Norfolk, no estado de Virginia, é responsável por dar suporte as operações da Marinha norte-americana no Oceano Atlântico, Mar Mediterrâneo e Oceano Índico.
Além de outros tipos de navios os seguintes porta-aviões estão baseados nesta unidade:
- USS Dwight D. Eisenhower (CVN-69)
- USS Theodore Roosevelt (CVN-71)
- USS Harry S. Truman (CVN-75)
- USS George H. W. Bush (CVN-77)